# Gran Premio de los Países Bajos de Motociclismo de 1982
El Gran Premio de los Países Bajos de Motociclismo de 1982 fue la sexta prueba de la temporada 1982 del Campeonato Mundial de Motociclismo. El Gran Premio se disputó el 26 de junio de 1982 en el Circuito de Assen.

## Resultados 500cc
La carrera de la categoría reina fue interrumpida por el mal tiempo. Los organizadores tuvieron que interrumpir la carrera en la séptima vuelta cuando la situación estaba siendo muy peligrosa para los pilotos, para reanudarse a 10 vueltas del final. La clasificación fue el tiempo acumulado de las dos mangas y que finalizaría con la victoria del italiano Franco Uncini por delante del estadounidense Kenny Roberts y el británico Barry Sheene. En la clasificación general, Uncini encabeza la tabla con tres puntos de ventaja sobre Roberts.
| Pos.     | Piloto             | Equipo     | Tiempo    | Pts. |
| -------- | ------------------ | ---------- | --------- | ---- |
| 1        | Franco Uncini      | Suzuki     | 46'38.100 | 15   |
| 2        | Kenny Roberts      | Yamaha     | +5.550    | 12   |
| 3        | Barry Sheene       | Yamaha     | +13.570   | 10   |
| 4        | Graeme Crosby      | Yamaha     | +17.940   | 8    |
| 5        | Randy Mamola       | Suzuki     | +31.900   | 6    |
| 6        | Boet van Dulmen    | Yamaha     | +32.610   | 5    |
| 7        | Kork Ballington    | Kawasaki   | +37.370   | 4    |
| 8        | Takazumi Katayama  | Honda      | +42.330   | 3    |
| 9        | Marc Fontan        | Yamaha     |           | 2    |
| 10       | Raymond Roche      | Suzuki     |           | 1    |
| 11       | Sergio Pellandini  | Suzuki     |           |      |
| 12       | Ron Haslam         | Honda      |           |      |
| 13       | Graziano Rossi     | Yamaha     |           |      |
| 14       | Steve Parrish      | Yamaha     |           |      |
| 15       | Stu Avant          | Suzuki     |           |      |
| 16       | Andreas Hofmann    | Suzuki     |           |      |
| 17       | Seppo Rossi        | Suzuki     |           |      |
| 18       | Loris Reggiani     | Suzuki     |           |      |
| 19       | Michel Frutschi    | Sanvenero  |           |      |
| 20       | Reinhold Roth      | Suzuki     |           |      |
| 21       | Víctor Palomo      | Suzuki     |           |      |
| 22       | Guy Bertin         | Sanvenero  |           |      |
| 23       | Hiroyuki Kawasaki  | Suzuki     |           |      |
| 24       | Henk de Vries      | Suzuki     |           |      |
| 25       | Chris Guy          | Suzuki     |           |      |
| 26       | Peter Sjöström     | Suzuki     |           |      |
| 27       | Leandro Becheroni  | Suzuki     |           |      |
| 28       | Peter Looijesteijn | Suzuki     |           |      |
| 29       | Rinus van Kasteren | Suzuki     | Ret       |      |
| Ret      | Virginio Ferrari   | Suzuki     | Ret       |      |
| Ret      | Lorenzo Ghiselli   | Suzuki     | Ret       |      |
| Ret      | Marco Lucchinelli  | Honda      | Ret       |      |
| Ret      | Jon Ekerold        | Suzuki     | Ret       |      |
| Ret      | Jack Middelburg    | Suzuki     | Ret       |      |
| Ret      | Philippe Coulon    | Suzuki     | Ret       |      |
| Ret      | Freddie Spencer    | Honda      | Ret       |      |
| DNS      | Guido Paci         | Yamaha     | DNS       |      |
| DNQ      | Gianni Pelletier   | Morbidelli | DNQ       |      |
| DNQ      | Philippe Robinet   | Yamaha     | DNQ       |      |
| DNQ      | Keith Huewen       | Suzuki     | DNQ       |      |
| DNQ      | Børge Nielsen      | Suzuki     | DNQ       |      |
| DNQ      | Johan van Eijk     | Suzuki     | DNQ       |      |
| DNQ      | Dick Alblas        | Suzuki     | DNQ       |      |
| DNQ      | Walter Migliorati  | Suzuki     | DNQ       |      |
| Sources: |                    |            |           |      |

## Resultados 350cc
El fin de semana de 350 fue dominado por el francés Jean-François Baldé que, después de haber obtenido la pole position, consiguió también la victoria y la vuelta rápida. Detrás de él, quedaron su compañero en Kawasaki, el alemán Anton Mang, y el sudafricano Alan North con su Yamaha. La clasificación general mantiene a Baldé como líder por delante del belga Didier de Radiguès que se cayó en esta carrera y se rompió un hueso.
| Pos. | Piloto              | Moto       | Tiempo     | Pts. |
| ---- | ------------------- | ---------- | ---------- | ---- |
| 1    | Jean-François Baldé | Kawasaki   | 48.12.11   | 15   |
| 2    | Anton Mang          | Kawasaki   | 48.13.28   | 12   |
| 3    | Alan North          | Yamaha     | 48.16.56   | 10   |
| 4    | Patrick Fernandez   | Bartol     | 49.05.91   | 8    |
| 5    | Christian Sarron    | Yamaha     | 49.10.26   | 6    |
| 6    | Gustav Reiner       | Yamaha     | 49.10.50   | 5    |
| 7    | Éric Saul           | Chevallier | 49.24.37   | 4    |
| 8    | Tony Head           | Yamaha     | 49.30.78   | 3    |
| 9    | Pierre Bolle        | Yamaha     | 49.31.13   | 2    |
| 10   | Reino Eskelinen     | Yamaha     | 49.31.81   | 1    |
| 11   | Siegfried Minich    | Yamaha     | 49.48.40   |      |
| 12   | Attilio Riondato    | Yamaha     | 49.53.99   |      |
| 13   | Karl-Thomas Grässel | Yamaha     | 50.01.99   |      |
| 14   | Roger Sibille       | Yamaha     | 50.04.48   |      |
| 15   | René Delaby         | Yamaha     | 50.30.05   |      |
| 16   | Gary Padgett        | Yamaha     | 50.32.95   |      |
| 17   | Harald Eckl         | Yamaha     | 50.45.60   |      |
| 18   | Graham Young        | Yamaha     | + 1 Vuelta |      |
| Ret  | Didier de Radiguès  | Chevallier | Ret        |      |
| Ret  | Carlos Lavado       | Yamaha     | Ret        |      |
| Ret  | Graeme McGregor     | Yamaha     | Ret        |      |
| Ret  | Wolfgang von Muralt | Yamaha     | Ret        |      |
| Ret  | Martin Wimmer       | Yamaha     | Ret        |      |
| Ret  | Massimo Matteoni    | Yamaha     | Ret        |      |
| Ret  | Jacques Cornu       | Yamaha     | Ret        |      |
| Ret  | Pekka Nurmi         | Yamaha     | Ret        |      |
| Ret  | Michel Simeon       | Yamaha     | Ret        |      |
| Ret  | Edwin Weibel        | Yamaha     | Ret        |      |
| Ret  | Mar Schouten        | Yamaha     | Ret        |      |
| Ret  | Clive Horton        | Armstrong  | Ret        |      |
| Ret  | Donnie Robinson     | Yamaha     | Ret        |      |
| Ret  | Peter Looijesteijn  | Yamaha     | Ret        |      |
| Ret  | Herbert Hauf        | Yamaha     | Ret        |      |
| Ret  | Jeffrey Sayle       | Armstrong  | Ret        |      |
| Ret  | Dick van Logchem    | Yamaha     | Ret        |      |
| Ret  | Josef Hutter        | Yamaha     | Ret        |      |

## Resultados 250cc
El vigente campeón de la categoría, el alemán Anton Mang, obtiene su segunda victoria consecutiva, reduciendo su desventaja respecto al francés y líder de la general Jean-Louis Tournadre, que llegó segundo. El australiano Jeffrey Sayle cerró el podio.
| Pos. | Piloto                 | Moto       | Tiempo   | Pts. |
| ---- | ---------------------- | ---------- | -------- | ---- |
| 1    | Anton Mang             | Kawasaki   | 47.00.31 | 15   |
| 2    | Jean-Louis Tournadre   | Yamaha     | 47.02.76 | 12   |
| 3    | Jeffrey Sayle          | Armstrong  | 47.03.07 | 10   |
| 4    | Jean-Louis Guignabodet | Kawasaki   | 47.03.51 | 8    |
| 5    | Patrick Fernandez      | Bartol     | 47.24.95 | 6    |
| 6    | Graeme McGregor        | Yamaha     | 47.25.74 | 5    |
| 7    | Martin Wimmer          | Yamaha     | 47.27.50 | 4    |
| 8    | Roland Freymond        | MBA        | 47.34.81 | 3    |
| 9    | Thierry Espié          | Pernod     | 47.37.65 | 2    |
| 10   | Gabriel Grabia         | Yamaha     | 48.01.66 | 1    |
| 11   | Donnie Robinson        | Yamaha     | 48.05.31 |      |
| 12   | Sito Pons              | Kobas      | 48.05.98 |      |
| 13   | Michel Simeon          | Yamaha     | 48.06.18 |      |
| 14   | Jean-Marc Toffolo      | Rotax      | 48.12.89 |      |
| 15   | Tony Head              | Armstrong  | 48.13.07 |      |
| 16   | Richard Schlachter     | Yamaha     | 48.15.59 |      |
| 17   | Clive Horton           | Armstrong  | 48.15.83 |      |
| 18   | Christian Estrosi      | Pernod     | 48.16.29 |      |
| 19   | Massimo Matteoni       | Yamaha     | 48.20.62 |      |
| 20   | Bengt Elgh             | Yamaha     | 48.30.40 |      |
| 21   | Dick van Logchem       | Yamaha     | 48.32.12 |      |
| 22   | Maurizio Vitali        | MBA        | 49.21.92 |      |
| 23   | Siegfried Minich       | Rotax      | 49.31.85 |      |
| Ret  | Jean-François Baldé    | Kawasaki   | Ret      |      |
| Ret  | Jacques Cornu          | Yamaha     | Ret      |      |
| Ret  | Jacques Bolle          | Yamaha     | Ret      |      |
| Ret  | Paolo Ferretti         | MBA        | Ret      |      |
| Ret  | Alan North             | Ret        |          |      |
| Ret  | Hans Müller            | Yamaha     | Ret      |      |
| Ret  | Franco Marcheggiani    | Yamaha     | Ret      |      |
| Ret  | Eero Hyvärinen         | Yamaha     | Ret      |      |
| Ret  | Christian Sarron       | Yamaha     | Ret      |      |
| Ret  | Etienne Geeraerd       | Armstrong  | Ret      |      |
| Ret  | Herbert Hauf           | Kawasaki   | Ret      |      |
| Ret  | Antonio Jorge Neto     | Yamaha     | Ret      |      |
| DNS  | Didier de Radiguès     | Chevallier | DNS      |      |
| DNS  | Carlos Lavado          | Yamaha     | DNS      |      |
| DNS  | Mar Schouten           | MBA        | DNS      |      |

## Resultados 125cc
En el octavo de litro, continua el dominio del piloto español Ángel Nieto que ha vencido en los cinco Grandes Premios que ha participado (no corrió el GP de Francia apoyando el boicot de los pilotos) y tiene su undécimo título mundial muy cera. El español entró por delante de su compañero de escudería, el italiano Eugenio Lazzarini y del también translapino Pierluigi Aldrovandi.
Con esta victoria, la 76.ª en su carrera, el español se convierte en el segundo piloto con más números de victorias en el Mundial superando al británico Mike Hailwood.
| Pos. | Piloto               | Moto       | Tiempo     | Pts. |
| ---- | -------------------- | ---------- | ---------- | ---- |
| 1    | Ángel Nieto          | Garelli    | 44.29.45   | 15   |
| 2    | Eugenio Lazzarini    | Garelli    | 44.30.53   | 12   |
| 3    | Pierluigi Aldrovandi | MBA        | 44.47.27   | 10   |
| 4    | Hans Müller          | MBA        | 44.51.04   | 8    |
| 5    | Ricardo Tormo        | Sanvenero  | 44.54.33   | 6    |
| 6    | Iván Palazzese       | MBA        | 45.05.90   | 5    |
| 7    | Jean-Claude Selini   | MBA        | 45.15.85   | 4    |
| 8    | Hugo Vignetti        | Sanvenero  | 45.17.19   | 3    |
| 9    | Gerhard Waibel       | MBA        | 45.36.93   | 2    |
| 10   | Johnny Wickström     | MBA        | 45.37.42   | 1    |
| 11   | Erich Klein          | MBA        | 46.19.76   |      |
| 12   | Per-Edvard Carlsson  | MBA        | 46.36.61   |      |
| 13   | Alfred Waibel        | MBA        | 46.54.84   |      |
| 14   | Andrés Sánchez       | MBA        | 46.46.17   |      |
| 15   | Roberto Ruosi        | MBA        | 46.46.88   |      |
| 16   | Jacky Hutteau        | MBA        | 47.00.54   |      |
| 17   | Anton Straver        | MBA        | 47.08.47   |      |
| 18   | Jan Bäckström        | MBA        | 47.28.36   |      |
| 19   | Lucio Pietroniro     | MBA        | 47.39.34   |      |
| 20   | Theo Timmer          | MBA        | 47.40.95   |      |
| 21   | Kees van der Ven     | MBA        | + 1 Vuelta |      |
| 22   | Hans Spaan           | MBA        |            |      |
| 23   | Helmut Lichtenberg   | MBA        |            |      |
| 24   | Jan Huberts          | Sanvenero  |            |      |
| Ret  | August Auinger       | MBA        | Ret        |      |
| Ret  | Pier Paolo Bianchi   | Sanvenero  | Ret        |      |
| Ret  | Stefan Dörflinger    | Morbidelli | Ret        |      |
| Ret  | Henk van Kessel      | MBA        | Ret        |      |
| Ret  | Alex Bedford         | MBA        | Ret        |      |
| Ret  | Bruno Kneubühler     | MBA        | Ret        |      |
| Ret  | Willy Pérez          | MBA        | Ret        |      |
| Ret  | Maurizio Vitali      | MBA        | Ret        |      |
| Ret  | Matti Kinnunen       | MBA        | Ret        |      |
| Ret  | Willem Heykoop       | Sanvenero  | Ret        |      |
| Ret  | Olivier Liégeois     | Sanvenero  | Ret        |      |
| Ret  | Per Larsen           | MBA        | Ret        |      |

## Resultados 50cc
En la categoría de menor cilindrada, dominio del piloto suizo Stefan Dörflinger que obtuvo la pole position, la vuelta más rápída y la victoria. El italiano Eugenio Lazzarini y el español Ricardo Tormo fueron segundo  y tercero respectivamente. Este es el tercer triunfo de la temporada de Stefan Dörflinger que también el sirve para liderar la clasificación.
| Pos. | Piloto               | Moto       | Tiempo     | Pts. |
| ---- | -------------------- | ---------- | ---------- | ---- |
| 1    | Stefan Dörflinger    | Kreidler   | 32.00.30   | 15   |
| 2    | Eugenio Lazzarini    | Garelli    | 32.08.11   | 12   |
| 3    | Ricardo Tormo        | Bultaco    | 32.28.21   | 10   |
| 4    | Giuseppe Ascareggi   | Minarelli  | 33.04.04   | 8    |
| 5    | Hans-Jürgen Hummel   | Kreidler   | 33.13.54   | 6    |
| 6    | Claudio Lusuardi     | Moto Villa | 33.13.82   | 5    |
| 7    | Theo Timmer          | Bultaco    | 33.20.00   | 4    |
| 8    | Reiner Scheidhauer   | Kreidler   | 33.23.38   | 3    |
| 9    | Hans Spaan           | Kreidler   | 33.35.89   | 2    |
| 10   | Paul Rimmelzwaan     | Roton      | 33.47.99   | 1    |
| 11   | Gerhard Singer       | Hess       | 34.18.41   |      |
| 12   | Rini Vrijdag         | Kreidler   | 34.19.53   |      |
| 13   | Uli Merz             | Kreidler   | 34.19.53   |      |
| 14   | Zdravko Matulja      | Tomos      | 34.30.70   |      |
| 15   | Gerhard Waibel       | Schuster   | 34.39.68   |      |
| 16   | Jos van Dongen       | Kreidler   | 34.49.33   |      |
| 17   | Paolo Priori         | Paolucci   | 34.52.10   |      |
| 18   | Pascal Kambourian    | Benitaco   | 35.17.62   |      |
| 19   | Kasimir Rapczynski   | Kreidler   | 35.19.41   |      |
| 20   | Joe Genoud           | Engl       | 35.20.36   |      |
| 21   | Otto Machinek        | Kreidler   | 35.20.36   |      |
| 22   | Wim de Jong          | Kreidler   | 35.21.79   |      |
| 23   | Thomas Engl          | Engl       | 35.32.17   |      |
| 24   | Chris Baert          | HH         | + 1 Vuelta |      |
| Ret  | Rainer Kunz          | FKN        | Ret        |      |
| Ret  | George Looijesteijn  | Kreidler   | Ret        |      |
| Ret  | Henk van Kessel      | Kreidler   | Ret        |      |
| Ret  | Hagen Klein          | Massa Real | Ret        |      |
| Ret  | Jorge Martínez Aspar | Bultaco    | Ret        |      |
| Ret  | Ingo Emmerich        | Kreidler   | Ret        |      |
| Ret  | Richard Bay          | Rupp       | Ret        |      |
| Ret  | Günter Schirnhofer   | Kreidler   | Ret        |      |
| Ret  | Reiner Koster        | Kreidler   | Ret        |      |
| Ret  | Hubert Genoud        | Kreidler   | Ret        |      |
| Ret  | Mika-Sakari Komu     | Kreidler   | Ret        |      |
| Ret  | Günther Leitner      | Kreidler   | Ret        |      |